# Liste des chapelles de la Haute-Garonne
La liste des chapelles de la Haute-Garonne présente les chapelles situées sur le territoire des communes du département français de la Haute-Garonne. Il est fait état des diverses protections dont elles peuvent bénéficier, et notamment les inscriptions et classements au titre des monuments historiques.
Toutes sont situées dans le diocèse de Toulouse.

## Liste
| Chapelle                                                                         | Commune                     | Adresse                                                                            | Coordonnées                      | Notice                                                               | Protection | Date                                                                                             | Illustration |
| -------------------------------------------------------------------------------- | --------------------------- | ---------------------------------------------------------------------------------- | -------------------------------- | -------------------------------------------------------------------- | ---------- | ------------------------------------------------------------------------------------------------ | --- |
| Chapelle dite de Lapeyre d'Aignes                                                | Aignes                      |                                                                                    | à géolocaliser                   |                                                                      |            |                                                                                                  | Image manquante Téléverser |
| Chapelle Saint-Bernard de l'ancien hôpital Notre-Dame-de-Lorette d'Alan          | Alan                        |                                                                                    | 43° 13′ 22″ nord, 0° 55′ 48″ est |                                                                      |            |                                                                                                  | Image manquante Téléverser |
| Chapelle Saint-Bernard de l'ancien hôpital Notre-Dame-de-Lorette d'Alan          | Alan                        |                                                                                    | 43° 13′ 31″ nord, 0° 54′ 44″ est |                                                                      |            |                                                                                                  | Image manquante Téléverser |
| Chapelle dédiée à la Vierge de Miejecoste                                        | Aspet                       |                                                                                    | 43° 00′ 49″ nord, 0° 48′ 22″ est |                                                                      |            |                                                                                                  | Chapelle dédiée à la Vierge de Miejecoste |
| Chapelle du château d'Auribail                                                   | Auribail                    |                                                                                    | 43° 21′ 06″ nord, 1° 22′ 55″ est |                                                                      |            |                                                                                                  | Image manquante Téléverser |
| Chapelle Saint-Roch d'Aurignac                                                   | Aurignac                    |                                                                                    | 43° 13′ 14″ nord, 0° 52′ 42″ est |                                                                      |            |                                                                                                  | Image manquante Téléverser |
| Chapelle Notre-Dame-du-Château d'Auterive                                        | Auterive                    |                                                                                    | à géolocaliser                   |                                                                      |            |                                                                                                  | Image manquante Téléverser |
| Chapelle Notre-Dame du Mailho Blanc de Bachas                                    | Bachas                      |                                                                                    | 43° 14′ 53″ nord, 0° 56′ 16″ est |                                                                      |            |                                                                                                  | Image manquante Téléverser |
| Chapelle Notre-Dame-des-Vignes de Sainte-Marie-de-Barousse                       | Bagiry                      |                                                                                    | 42° 58′ 23″ nord, 0° 37′ 14″ est |                                                                      |            |                                                                                                  | Chapelle Notre-Dame-des-Vignes de Sainte-Marie-de-Barousse |
| Chapelle Saint-Étienne de Barcugnas                                              | Bagnères-de-Luchon          |                                                                                    | 42° 47′ 45″ nord, 0° 35′ 42″ est | « PA00094276 »                                                       | Inscrit MH | 1931                                                                                             | Chapelle Saint-Étienne de Barcugnas |
| Chapelle de l'hôpital militaire des Dominicaines de Sainte-Hélène de Quinconces, | Bagnères-de-Luchon          | 2 rue Jacques Barrau                                                               | 42° 47′ 20″ nord, 0° 35′ 35″ est |                                                                      |            |                                                                                                  | Image manquante Téléverser |
| Chapelle Notre-Dame de Bagnartigue                                               | Bagnères-de-Luchon          | route de l'Hospice de Jouéou                                                       | 42° 46′ 18″ nord, 0° 36′ 12″ est |                                                                      |            |                                                                                                  | Image manquante Téléverser |
| Chapelle du château de Vignolles                                                 | Beaumont-sur-Lèze           |                                                                                    | 43° 23′ 09″ nord, 1° 20′ 57″ est |                                                                      |            |                                                                                                  | Image manquante Téléverser |
| Chapelle Saint-Pierre de Celles de Saint-Pierre                                  | Beaumont-sur-Lèze           |                                                                                    | 43° 21′ 58″ nord, 1° 20′ 55″ est |                                                                      |            |                                                                                                  | Image manquante Téléverser |
| Chapelle dite chapelle de la Tourette de Benque                                  | Benque                      |                                                                                    | 43° 15′ 37″ nord, 0° 55′ 01″ est |                                                                      |            |                                                                                                  | Image manquante Téléverser |
| Chapelle de Bernet                                                               | Billière                    |                                                                                    | 42° 48′ 38″ nord, 0° 32′ 02″ est |                                                                      |            |                                                                                                  | Chapelle de Bernet |
| Oratoire de Saint-Exupère                                                        | Blagnac                     |                                                                                    | 43° 38′ 16″ nord, 1° 23′ 45″ est | « PA00094292 »                                                       | Classé MH  | 1922                                                                                             | Oratoire de Saint-Exupère |
| Chapelle Saint-Joseph de Perron                                                  | Boussan                     |                                                                                    | 43° 14′ 22″ nord, 0° 51′ 52″ est |                                                                      |            |                                                                                                  | Image manquante Téléverser |
| Chapelle Saint-Roch de Boussens                                                  | Boussens                    | cimetière                                                                          | à géolocaliser                   |                                                                      |            |                                                                                                  | Image manquante Téléverser |
| Chapelle Notre-Dame-du-Rosaire de Boussens                                       | Boussens                    | à 600 mètres à l’Ouest de Boussens, en bordure du carrefour d’Aurignac             | à géolocaliser                   |                                                                      |            |                                                                                                  | Image manquante Téléverser |
| Chapelle Saint-Michel de Boussens                                                | Boussens                    | près des carrières de Cabardos                                                     | à géolocaliser                   |                                                                      |            |                                                                                                  | Image manquante Téléverser |
| Chapelle Notre-Dame-du-Lac de Boutx                                              | Boutx                       |                                                                                    | 42° 55′ 19″ nord, 0° 43′ 06″ est |                                                                      |            |                                                                                                  | Image manquante Téléverser |
| Chapelle Saint-André de Burgalays                                                | Burgalays                   |                                                                                    | 42° 53′ 39″ nord, 0° 37′ 28″ est |                                                                      |            |                                                                                                  | Chapelle Saint-André de Burgalays |
| Chapelle du Cimetière de Cadours                                                 | Cadours                     |                                                                                    | 43° 43′ 26″ nord, 1° 02′ 22″ est |                                                                      |            |                                                                                                  | Image manquante Téléverser |
| Chapelle Saint-François-d'Assise de la Terrasse                                  | Carbonne                    |                                                                                    | 43° 17′ 20″ nord, 1° 12′ 20″ est |                                                                      |            |                                                                                                  | Chapelle Saint-François-d'Assise de la Terrasse |
| Chapelle Saint-Jacques de Carbonne                                               | Carbonne                    | rue Gambetta                                                                       | 43° 17′ 43″ nord, 1° 13′ 33″ est |                                                                      |            |                                                                                                  | Chapelle Saint-Jacques de Carbonne« Chapelle Saint Jacques », sur Mairie de Carbonne (consulté le 24 juillet 2020). |
| Chapelle Notre-Dame de la Baraque                                                | Cassagnabère-Tournas        |                                                                                    | à géolocaliser                   |                                                                      |            |                                                                                                  | Image manquante Téléverser |
| Chapelle du château de Castelnau-Picampeau                                       | Castelnau-Picampeau         |                                                                                    | 43° 18′ 20″ nord, 1° 01′ 00″ est |                                                                      |            |                                                                                                  | Image manquante Téléverser |
| Chapelle Saint-Roch de Saint-Roch                                                | Castillon-de-Saint-Martory  |                                                                                    | 43° 08′ 44″ nord, 0° 48′ 11″ est |                                                                      |            |                                                                                                  | Image manquante Téléverser |
| Chapelle du couvent des capucins de Cazères                                      | Cazères                     |                                                                                    | 43° 12′ 17″ nord, 1° 05′ 01″ est |                                                                      |            |                                                                                                  | Chapelle du couvent des capucins de Cazères |
| Chapelle Notre-Dame de Souesté                                                   | Cierp-Gaud                  |                                                                                    | à géolocaliser                   |                                                                      |            |                                                                                                  | Chapelle Notre-Dame de Souesté |
| Chapelle du cimetière de Colomiers                                               | Colomiers                   |                                                                                    | 43° 37′ 03″ nord, 1° 19′ 57″ est |                                                                      |            |                                                                                                  | Chapelle du cimetière de Colomiers |
| Chapelle Sainte-Bernadette de Colomiers                                          | Colomiers                   |                                                                                    | 43° 36′ 45″ nord, 1° 19′ 55″ est |                                                                      |            |                                                                                                  | Chapelle Sainte-Bernadette de Colomiers |
| Chapelle Saint-Vincent de Couladère                                              | Couladère                   |                                                                                    | à géolocaliser                   |                                                                      |            |                                                                                                  | Image manquante Téléverser |
| Chapelle du cimetière de Cugnaux                                                 | Cugnaux                     |                                                                                    | 43° 31′ 53″ nord, 1° 20′ 35″ est |                                                                      |            |                                                                                                  | Image manquante Téléverser |
| Chapelle de Montauriol                                                           | Drémil-Lafage               |                                                                                    | 43° 35′ 08″ nord, 1° 35′ 11″ est |                                                                      |            |                                                                                                  | Chapelle de Montauriol |
| Chapelle Saint-Léger d'Eaunes                                                    | Eaunes                      |                                                                                    | 43° 25′ 18″ nord, 1° 21′ 13″ est |                                                                      |            |                                                                                                  | Chapelle Saint-Léger d'Eaunes |
| Chapelle Saint-Sabin d'Escanecrabe                                               | Escanecrabe                 |                                                                                    | 43° 16′ 22″ nord, 0° 44′ 59″ est |                                                                      |            |                                                                                                  | Image manquante Téléverser |
| Chapelle Saint-Paul de Pujos                                                     | Estadens                    |                                                                                    | 43° 02′ 00″ nord, 0° 48′ 48″ est | « PA00094329 »                                                       | Inscrit MH | 1972 (portail)                                                                                   | Chapelle Saint-Paul de Pujos |
| Chapelle de la Madeleine de Péchauriolle                                         | Flourens                    |                                                                                    | à géolocaliser                   |                                                                      |            |                                                                                                  | Image manquante Téléverser |
| Chapelle Saint-Pé de la Moraine                                                  | Garin                       |                                                                                    | 42° 48′ 26″ nord, 0° 30′ 38″ est | « PA00094341 »                                                       | Inscrit MH | 1971                                                                                             | Chapelle Saint-Pé de la Moraine |
| Chapelle Notre-Dame de Polignan                                                  | Gourdan-Polignan            |                                                                                    | 43° 04′ 16″ nord, 0° 34′ 26″ est |                                                                      |            |                                                                                                  | Chapelle Notre-Dame de Polignan |
| Chapelle Saint-Bernard de Grenade                                                | Grenade                     |                                                                                    | 43° 46′ 03″ nord, 1° 17′ 25″ est |                                                                      |            |                                                                                                  | Chapelle Saint-Bernard de Grenade |
| Chapelle Saint-Jacques de Grenade                                                | Grenade                     |                                                                                    | 43° 46′ 15″ nord, 1° 17′ 20″ est |                                                                      |            |                                                                                                  | Image manquante Téléverser |
| Chapelle Saint-Pierre de l'Isle-en-Dodon                                         | L'Isle-en-Dodon             |                                                                                    | 43° 22′ 54″ nord, 0° 48′ 28″ est |                                                                      |            |                                                                                                  | Image manquante Téléverser |
| Chapelle Saint-Roch de L'Isle-en-Dodon                                           | L'Isle-en-Dodon             |                                                                                    | 43° 22′ 23″ nord, 0° 50′ 20″ est |                                                                      |            |                                                                                                  | Image manquante Téléverser |
| Chapelle Saint-Genest de Labarthe-Inard                                          | Labarthe-Inard              |                                                                                    | à géolocaliser                   |                                                                      |            |                                                                                                  | Image manquante Téléverser |
| Chapelle Sainte-Germaine de Labroquère                                           | Labroquère                  |                                                                                    | 43° 02′ 40″ nord, 0° 35′ 32″ est |                                                                      |            |                                                                                                  | Chapelle Sainte-Germaine de Labroquère |
| Chapelle de la Gleysette                                                         | Lacroix-Falgarde            |                                                                                    | 43° 29′ 52″ nord, 1° 26′ 04″ est |                                                                      |            | Désacralisée. Des expositions temporaires de peinture et sculpture y sont aujourd'hui organisées | Image manquante Téléverser |
| Chapelle Notre-Dame-de-la-Paix de Lagardelle-sur-Lèze                            | Lagardelle-sur-Lèze         |                                                                                    | 43° 24′ 44″ nord, 1° 23′ 23″ est |                                                                      |            |                                                                                                  | Image manquante Téléverser |
| Chapelle du château de Magrens (château Roquette)                                | Lagrâce-Dieu                |                                                                                    | à géolocaliser                   |                                                                      |            |                                                                                                  | Image manquante Téléverser |
| Chapelle du château de Lahage,                                                   | Lahage                      |                                                                                    | 43° 26′ 32″ nord, 1° 03′ 43″ est |                                                                      |            |                                                                                                  | Chapelle du château de Lahage« Lahage. Chapelle du château de Lahage (XIXe siècle). », sur Flickr (consulté le 24 juillet 2020).,« Office de Tourisme Savès 31 », sur tourisme-saves31.fr (consulté le 19 avril 2023). |
| Chapelle Notre-Dame-du-Mont-Carmel de Landorthe                                  | Landorthe                   |                                                                                    | 43° 07′ 58″ nord, 0° 46′ 42″ est |                                                                      |            |                                                                                                  | Chapelle Notre-Dame-du-Mont-Carmel de Landorthe |
| Chapelle Sainte-Radegonde de Latoue                                              | Latoue                      |                                                                                    | 43° 10′ 49″ nord, 0° 46′ 23″ est |                                                                      |            |                                                                                                  | Chapelle Sainte-Radegonde de Latoue |
| Chapelle Notre-Dame-de-la-Compassion de Lavernose-Lacasse                        | Lavernose-Lacasse           |                                                                                    | 43° 23′ 47″ nord, 1° 15′ 37″ est |                                                                      |            |                                                                                                  | Chapelle Notre-Dame-de-la-Compassion de Lavernose-Lacasse |
| Chapelle Notre-Dame-des-Aubets du Burgaud                                        | Le Burgaud                  |                                                                                    | 43° 46′ 46″ nord, 1° 07′ 00″ est |                                                                      |            |                                                                                                  | Image manquante Téléverser |
| Chapelle Saint-Symphorien du Castéra                                             | Le Castéra                  |                                                                                    | 43° 39′ 25″ nord, 1° 08′ 58″ est |                                                                      |            |                                                                                                  | Chapelle Saint-Symphorien du Castéra |
| Chapelle du Couvent de la Vierge Immaculée du Cuing                              | Le Cuing                    |                                                                                    | à géolocaliser                   |                                                                      |            |                                                                                                  | Image manquante Téléverser |
| Chapelle Notre-Dame de l'Aouach                                                  | Le Fauga                    |                                                                                    | 43° 23′ 33″ nord, 1° 18′ 03″ est |                                                                      |            |                                                                                                  | Image manquante Téléverser |
| Chapelle oratoire du couvent du Plan                                             | Le Plan                     |                                                                                    | à géolocaliser                   |                                                                      |            |                                                                                                  | Image manquante Téléverser |
| Chapelle Notre-Dame-du-Bout-du-Pont de Lherm                                     | Lherm                       |                                                                                    | 43° 25′ 46″ nord, 1° 13′ 26″ est | « PA00094371 »                                                       | Inscrit MH | 1978                                                                                             | Chapelle Notre-Dame-du-Bout-du-Pont de Lherm |
| Chapelle Notre-Dame de Castex                                                    | Longages                    |                                                                                    | 43° 21′ 33″ nord, 1° 12′ 39″ est |                                                                      |            |                                                                                                  | Chapelle Notre-Dame de Castex |
| Chapelle Sainte-Radegonde de Cap du Pont                                         | Mancioux                    |                                                                                    | à géolocaliser                   |                                                                      |            |                                                                                                  | Image manquante Téléverser |
| Chapelle Sainte-Matrone de Mazères-sur-Salat                                     | Mazères-sur-Salat           |                                                                                    | 43° 07′ 38″ nord, 0° 58′ 05″ est | « PA00094382 »                                                       | Classé MH  | 1975                                                                                             | Image manquante Téléverser |
| Chapelle Sainte-Matrone de Mazères-sur-Salat                                     | Mazères-sur-Salat           |                                                                                    | 43° 07′ 38″ nord, 0° 58′ 05″ est | « PA00094382 »                                                       | Classé MH  | 1975                                                                                             | Image manquante Téléverser |
| Chapelle Saint-Dominique de Merville                                             | Merville                    |                                                                                    | 43° 43′ 14″ nord, 1° 19′ 55″ est |                                                                      |            | 1973                                                                                             | Chapelle Saint-Dominique de Merville« La Chapelle Saint-Dominique », sur Commune de Merville (consulté le 4 mai 2025)                                                                                                  |
| Chapelle Saint-Roch de Miramont-de-Comminges                                     | Miramont-de-Comminges       |                                                                                    | à géolocaliser                   |                                                                      |            |                                                                                                  | Chapelle Saint-Roch de Miramont-de-Comminges |
| Chapelle Notre-Dame-d'Alet                                                       | Montaigut-sur-Save          |                                                                                    | à géolocaliser                   | « PA00094384 »                                                       | Classé MH  | 1988                                                                                             | Chapelle Notre-Dame-d'Alet |
| Chapelle Notre-Dame de Montaut                                                   | Montbrun-Bocage             |                                                                                    | à géolocaliser                   |                                                                      |            |                                                                                                  | Image manquante Téléverser |
| Chapelle Notre-Dame-de-la-Piéta de Montespan                                     | Montespan                   |                                                                                    | à géolocaliser                   |                                                                      |            |                                                                                                  | Image manquante Téléverser |
| Chapelle Saint-André de Montespan                                                | Montespan                   |                                                                                    | à géolocaliser                   |                                                                      |            |                                                                                                  | Image manquante Téléverser |
| Chapelle de Négra de Montesquieu-Lauragais                                       | Montesquieu-Lauragais       |                                                                                    | à géolocaliser                   |                                                                      |            |                                                                                                  | Image manquante Téléverser |
| Chapelle Notre-Dame de Roqueville                                                | Montgiscard                 | 33 Roqueville, 31450 Montgiscard                                                   | 43° 26′ 43″ nord, 1° 34′ 28″ est |                                                                      |            |                                                                                                  | Image manquante Téléverser |
| Chapelle de Montjoire                                                            | Montjoire                   |                                                                                    | 43° 46′ 12″ nord, 1° 31′ 57″ est |                                                                      |            |                                                                                                  | Chapelle de Montjoire |
| Chapelle du Petit Séminaire de Montréjeau                                        | Montréjeau                  |                                                                                    | 43° 05′ 08″ nord, 0° 34′ 11″ est | désacralisée                                                         |            |                                                                                                  | Chapelle du Petit Séminaire de Montréjeau |
| Chapelle Sainte-Germaine de Montréjeau                                           | Montréjeau                  |                                                                                    | 43° 05′ 04″ nord, 0° 33′ 49″ est |                                                                      |            |                                                                                                  | Chapelle Sainte-Germaine de Montréjeau |
| Chapelle Notre-Dame du Carmel de la Combe                                        | Muret                       | 67 Chemin de la Combe - 31 600 MURET                                               | 43° 27′ 30″ nord, 1° 20′ 57″ est |                                                                      |            |                                                                                                  | Image manquante Téléverser |
| Chapelle Saint-Amans d'Estantens                                                 | Muret                       |                                                                                    | 43° 24′ 13″ nord, 1° 18′ 41″ est |                                                                      |            |                                                                                                  | Chapelle Saint-Amans d'Estantens |
| Chapelle Saint-Caprai de Payssous                                                | Payssous                    |                                                                                    | à géolocaliser                   |                                                                      |            |                                                                                                  | Image manquante Téléverser |
| Chapelle Saint-Pé de Saint-Pé                                                    | Pelleport                   |                                                                                    | 43° 45′ 02″ nord, 1° 07′ 08″ est |                                                                      |            |                                                                                                  | Chapelle Saint-Pé de Saint-Pé |
| Chapelle Saint-Roch de Pompertuzat                                               | Pompertuzat                 |                                                                                    | à géolocaliser                   | devenu un lieu d'exposition d'art                                    |            |                                                                                                  | Image manquante Téléverser |
| Chapelle de Peyregas de Portet-d'Aspet                                           | Portet-d'Aspet              |                                                                                    | à géolocaliser                   |                                                                      |            |                                                                                                  | Image manquante Téléverser |
| Chapelle de Pomès de Portet-d'Aspet                                              | Portet-d'Aspet              |                                                                                    | à géolocaliser                   |                                                                      |            |                                                                                                  | Image manquante Téléverser |
| Chapelle Sainte-Germaine de Puymaurin                                            | Puymaurin                   |                                                                                    | 43° 22′ 08″ nord, 0° 45′ 27″ est | devenu une bibliothèque                                              |            |                                                                                                  | Image manquante Téléverser |
| Chapelle dite de Bétis d'Ambrosi                                                 | Péguilhan                   |                                                                                    | à géolocaliser                   |                                                                      |            |                                                                                                  | Image manquante Téléverser |
| Chapelle Sainte-Germaine de Péguilhan                                            | Péguilhan                   |                                                                                    | 43° 19′ 21″ nord, 0° 40′ 16″ est |                                                                      |            |                                                                                                  | Chapelle Sainte-Germaine de Péguilhan |
| Chapelle Sainte-Anne de Ramonville-Saint-Agne                                    | Ramonville-Saint-Agne       |                                                                                    | 43° 33′ 04″ nord, 1° 28′ 11″ est |                                                                      |            |                                                                                                  | Image manquante Téléverser |
| Chapelle Sainte-Anne de Razecueillé                                              | Razecueillé                 |                                                                                    | 42° 58′ 08″ nord, 0° 47′ 43″ est |                                                                      |            |                                                                                                  | Image manquante Téléverser |
| Chapelle de l'hôpital Jean-Joseph Roquefort de Revel                             | Revel                       | 2 avenue Roger Ricalens 31250 Revel                                                | à géolocaliser                   |                                                                      |            |                                                                                                  | Image manquante Téléverser |
| Chapelle des Filles de la Charité de Revel                                       | Revel                       |                                                                                    | à géolocaliser                   | devenu École et lycée privés de la Providence                        |            |                                                                                                  | Image manquante Téléverser |
| Chapelle des Filles de la Charité de Revel                                       | Revel                       |                                                                                    | à géolocaliser                   | fait aujourd'hui partie de l'École et lycée privés de la Providence, |            |                                                                                                  | Image manquante Téléverser |
| Chapelle Saint-Pierre-de-Calvayrac                                               | Revel                       |                                                                                    | 43° 27′ 04″ nord, 1° 58′ 10″ est |                                                                      |            |                                                                                                  | Image manquante Téléverser |
| Chapelle Notre-Dame dite chapelle de l'Ormette de en Gouaillard                  | Rieumes                     |                                                                                    | à géolocaliser                   |                                                                      |            |                                                                                                  | Image manquante Téléverser |
| Chapelle de Notre-Dame de la Morère                                              | Rieux-Volvestre             |                                                                                    | 43° 13′ 48″ nord, 1° 10′ 52″ est |                                                                      |            |                                                                                                  | Image manquante Téléverser |
| Chapelle Saint-Aventin de Saint-Aventin                                          | Saint-Aventin               |                                                                                    | 42° 48′ 18″ nord, 0° 33′ 35″ est |                                                                      |            |                                                                                                  | Chapelle Saint-Aventin de Saint-Aventin |
| Chapelle Notre-Dame-des-Neiges de Superbagnères                                  | Saint-Aventin               |                                                                                    | 42° 46′ 04″ nord, 0° 34′ 47″ est | devenu restaurant et salon de thé en 2015                            |            |                                                                                                  | Image manquante Téléverser |
| Chapelle du château de Saint-Béat                                                | Saint-Béat-Lez              |                                                                                    | 42° 54′ 59″ nord, 0° 41′ 32″ est |                                                                      |            |                                                                                                  | Chapelle du château de Saint-Béat |
| Chapelle de Ladivert                                                             | Saint-Béat-Lez              |                                                                                    | 42° 54′ 30″ nord, 0° 41′ 20″ est |                                                                      |            |                                                                                                  | Chapelle de Ladivert |
| Chapelle Saint-Roch de Saint-Béat                                                | Saint-Béat-Lez              | 176 Place du Vieux Pont, 31440 Saint-Béat                                          | à géolocaliser                   |                                                                      |            |                                                                                                  | Chapelle Saint-Roch de Saint-Béat |
| Chapelle Saint-Julien de Saint-Bertrand-de-Comminges                             | Saint-Bertrand-de-Comminges |                                                                                    | 43° 01′ 41″ nord, 0° 34′ 28″ est |                                                                      |            |                                                                                                  | Chapelle Saint-Julien de Saint-Bertrand-de-Comminges |
| Chapelle Notre-Dame des Bénédictins-Olivétains de Saint-Bertrand-de-Comminges    | Saint-Bertrand-de-Comminges |                                                                                    | 43° 01′ 37″ nord, 0° 34′ 16″ est | transformés en centre culturel et office de tourisme                 |            |                                                                                                  | Chapelle Notre-Dame des Bénédictins-Olivétains de Saint-Bertrand-de-Comminges |
| Chapelle Saint-Roch de Saint-Félix-Lauragais                                     | Saint-Félix-Lauragais       |                                                                                    | 43° 27′ 00″ nord, 1° 53′ 01″ est |                                                                      |            |                                                                                                  | Chapelle Saint-Roch de Saint-Félix-Lauragais |
| Chapelle Saint-Frajou de Saint-Frajou                                            | Saint-Frajou                |                                                                                    | à géolocaliser                   |                                                                      |            |                                                                                                  | Image manquante Téléverser |
| Chapelle Sainte-Anne de Saint-Gaudens                                            | Saint-Gaudens               | quartier du Pouech                                                                 | à géolocaliser                   |                                                                      |            |                                                                                                  | Image manquante Téléverser |
| Chapelle Saint-Jacques de Saint-Gaudens                                          | Saint-Gaudens               | Avenue Maréchal Foch, 31800 Saint-Gaudens                                          | à géolocaliser                   | Désacralisée en 1991, convertie en Centre d'art contemporain         |            |                                                                                                  | Chapelle Saint-Jacques de Saint-Gaudens |
| Chapelle chapelle de la Caoue                                                    | Saint-Gaudens               |                                                                                    | à géolocaliser                   |                                                                      |            |                                                                                                  | Chapelle chapelle de la Caoue |
| Chapelle chapelle Notre-Dame des Sept Douleurs                                   | Saint-Gaudens               |                                                                                    | à géolocaliser                   |                                                                      |            |                                                                                                  | Image manquante Téléverser |
| Chapelle chapelle Sainte Germaine                                                | Saint-Gaudens               | quartier des Gavastous                                                             | à géolocaliser                   |                                                                      |            |                                                                                                  | Image manquante Téléverser |
| Chapelle Notre-Dame-de-Beldou de Saint-Jory                                      | Saint-Jory                  |                                                                                    | 43° 44′ 06″ nord, 1° 21′ 07″ est |                                                                      |            |                                                                                                  | Chapelle Notre-Dame-de-Beldou de Saint-Jory |
| Chapelle Notre-Dame de Monconfort                                                | Saint-Martory               |                                                                                    | 43° 08′ 40″ nord, 0° 56′ 15″ est |                                                                      |            |                                                                                                  | Chapelle Notre-Dame de Monconfort |
| Chapelle Saint-Jean-des-Vignes de Saint-Plancard                                 | Saint-Plancard              |                                                                                    | 43° 10′ 19″ nord, 0° 34′ 27″ est | « PA00094474 »                                                       | Classé MH  | 1946                                                                                             | Chapelle Saint-Jean-des-Vignes de Saint-Plancard |
| Chapelle Sainte-Auraille de Saint-Pé-d'Ardet                                     | Saint-Pé-d'Ardet            |                                                                                    | 42° 59′ 12″ nord, 0° 40′ 06″ est |                                                                      |            |                                                                                                  | Chapelle Sainte-Auraille de Saint-Pé-d'Ardet |
| Chapelle de La Parayré                                                           | Sainte-Foy-de-Peyrolières   |                                                                                    | 43° 27′ 39″ nord, 1° 08′ 42″ est |                                                                      |            |                                                                                                  | Chapelle de La Parayré |
| Chapelle Notre-Dame dite chapelle de Vallates de la Borie                        | Saleich                     |                                                                                    | 43° 01′ 08″ nord, 0° 58′ 06″ est |                                                                      |            |                                                                                                  | Chapelle Notre-Dame dite chapelle de Vallates de la Borie |
| Chapelle Saint-Julien de Sarremezan                                              | Sarremezan                  |                                                                                    | 43° 12′ 51″ nord, 0° 39′ 58″ est |                                                                      |            |                                                                                                  | Chapelle Saint-Julien de Sarremezan |
| Chapelle Sainte-Marie-du-Château de Barry                                        | Sauveterre-de-Comminges     |                                                                                    | 43° 02′ 08″ nord, 0° 40′ 22″ est |                                                                      |            |                                                                                                  | Image manquante Téléverser |
| Chapelle Saint-Vincent de Gège                                                   | Sauveterre-de-Comminges     |                                                                                    | 43° 01′ 25″ nord, 0° 38′ 59″ est |                                                                      |            |                                                                                                  | Chapelle Saint-Vincent de Gège |
| Chapelle de Coué de Casse                                                        | Sengouagnet                 |                                                                                    | 42° 57′ 40″ nord, 0° 47′ 41″ est |                                                                      |            |                                                                                                  | Image manquante Téléverser |
| Chapelle Saint-Joseph de Terrebasse                                              | Terrebasse                  |                                                                                    | 43° 14′ 12″ nord, 0° 57′ 39″ est |                                                                      |            |                                                                                                  | Image manquante Téléverser |
| Chapelle Saint-Orens de Houere                                                   | Thil                        |                                                                                    | 43° 41′ 33″ nord, 1° 10′ 08″ est |                                                                      |            |                                                                                                  | Chapelle Saint-Orens de Houere |
| Maison Seilhan                                                                   | Toulouse                    | place du Parlement                                                                 | 43° 35′ 38″ nord, 1° 26′ 38″ est |                                                                      |            |                                                                                                  | Maison Seilhan |
| Chapelle Notre-Dame de Rieux                                                     | Toulouse                    | rue de Collège de Foix                                                             | 43° 36′ 20″ nord, 1° 26′ 29″ est |                                                                      |            |                                                                                                  | Chapelle Notre-Dame de Rieux |
| Chapelle Saint-Jean-Baptiste                                                     | Toulouse                    | rue Antonin Mercié                                                                 | 43° 36′ 05″ nord, 1° 26′ 45″ est |                                                                      |            |                                                                                                  | Chapelle Saint-Jean-Baptiste |
| Chapelle des Carmélites de Toulouse                                              | Toulouse                    | rue du Périgord                                                                    | 43° 36′ 27″ nord, 1° 26′ 36″ est | « PA00094635 »                                                       | Classé MH  | 1909                                                                                             | Chapelle des Carmélites de Toulouse |
| Chapelle Notre-Dame de la Pitié du couvent des Augustin                          | Toulouse                    | rue de Metz                                                                        | 43° 36′ 04″ nord, 1° 26′ 47″ est |                                                                      |            |                                                                                                  | Chapelle Notre-Dame de la Pitié du couvent des Augustinhttps://www.augustins.org/documents/10180/15622561/gnot02s.pdf                                                                                                  |
| Chapelle Notre-Dame-de-Nazareth de Toulouse                                      | Toulouse                    | rue Philippe Féral                                                                 | 43° 35′ 46″ nord, 1° 26′ 46″ est | « PA00094499 »                                                       | Inscrit MH | 1974                                                                                             | Chapelle Notre-Dame-de-Nazareth de Toulouse |
| Chapelle des Pénitents noirs de Toulouse                                         | Toulouse                    | 43 rue Saint-Jérôme - 31000 Toulouse                                               | 43° 36′ 13″ nord, 1° 26′ 51″ est | « PA00094501 »                                                       | Inscrit MH | 1961                                                                                             | Image manquante Téléverser |
| Chapelle Saint-Roch-du-Férétra de Toulouse                                       | Toulouse                    | place Saint-Roch                                                                   | 43° 34′ 56″ nord, 1° 26′ 38″ est | « PA00094502 »                                                       | Inscrit MH | 1979                                                                                             | Chapelle Saint-Roch-du-Férétra de Toulouse |
| Chapelle Notre-Dame-des-Victoires de Matabiau                                    | Toulouse                    | 7 bis rue de Belfort, 31000 Toulouse - Reconvertie en "Bibliothèque du Castelet",. | 43° 36′ 31″ nord, 1° 27′ 03″ est |                                                                      |            | Désacralisée en 1999                                                                             | Chapelle Notre-Dame-des-Victoires de Matabiau |
| Chapelle de l'hôpital Marchant de Toulouse                                       | Toulouse                    | route d'Espagne                                                                    | 43° 33′ 35″ nord, 1° 25′ 19″ est |                                                                      |            |                                                                                                  | Chapelle de l'hôpital Marchant de Toulouse |
| Chapelle du Carmel, puis pension Lafont du Busca                                 | Toulouse                    | rue Sainte-Catherine, 31400 Toulouse                                               | à géolocaliser                   |                                                                      |            |                                                                                                  | Image manquante Téléverser |
| Chapelle du lycée privé Émilie de Rodat de la Patte d'Oie                        | Toulouse                    | 25 Avenue de Lombez, 31300 Toulouse                                                | à géolocaliser                   |                                                                      |            |                                                                                                  | Image manquante Téléverser |
| Chapelle Jeanne-d'Arc de Compans-Caffarelli                                      | Toulouse                    | 36 rue Danielle Casanova, 31000 Toulouse - Association l'Atelier idéal,            | à géolocaliser                   |                                                                      |            |                                                                                                  | Image manquante Téléverser |
| Chapelle Sainte-Anne de Toulouse                                                 | Toulouse                    | 15 Rue Sainte-Anne, 31000 Toulouse                                                 | à géolocaliser                   |                                                                      |            |                                                                                                  | Image manquante Téléverser |
| Chapelle Sainte-Marie de Casselardit                                             | Toulouse                    | 34 Avenue de Casselardit, 31300 Toulouse                                           | 43° 36′ 21″ nord, 1° 24′ 28″ est |                                                                      |            |                                                                                                  | Image manquante Téléverser |
| Chapelle Sainte-Rita de Rangueil                                                 | Toulouse                    | 17 Avenue Jules Julien, 31400 Toulouse                                             | 43° 34′ 26″ nord, 1° 27′ 06″ est |                                                                      |            |                                                                                                  | Image manquante Téléverser |
| Chapelle Saint-Hilaire des Chalets                                               | Toulouse                    | 19bis Rue Saint-Hilaire, 31000 Toulouse                                            | 43° 36′ 51″ nord, 1° 26′ 37″ est |                                                                      |            |                                                                                                  | Image manquante Téléverser |
| Chapelle Saint-Luc des Mazades de Nègreneys                                      | Toulouse                    | 118 Rue de Negreneys, 31200 Toulouse                                               | 43° 37′ 22″ nord, 1° 26′ 33″ est |                                                                      |            |                                                                                                  | Image manquante Téléverser |
| Chapelle                                                                         | Toulouse                    | rue d'Aquitaine 31200 Toulouse                                                     | à géolocaliser                   |                                                                      |            |                                                                                                  | Image manquante Téléverser |
| Chapelle                                                                         | Toulouse                    | rue Joly, 31200 Toulouse                                                           | à géolocaliser                   |                                                                      |            |                                                                                                  | Image manquante Téléverser |
| Chapelle des Frères de l'école chrétienne                                        | Toulouse                    | chemin de Duroux 31200 Toulouse                                                    | à géolocaliser                   |                                                                      |            |                                                                                                  | Image manquante Téléverser |
| Chapelle Saint-Cyprien                                                           | Toulouse                    | rue des Teinturiers 31200 Toulouse                                                 | à géolocaliser                   |                                                                      |            |                                                                                                  | Image manquante Téléverser |
| Chapelle du lycée Sainte-Marie de Nevers                                         | Toulouse                    | rue du Périgord, 31200 Toulouse                                                    | à géolocaliser                   |                                                                      |            |                                                                                                  | Image manquante Téléverser |
| Chapelle du lycée Sainte-Marie des Champs                                        | Toulouse                    | avenue Jean Rieux, 31200 Toulouse                                                  | à géolocaliser                   |                                                                      |            |                                                                                                  | Image manquante Téléverser |
| Chapelle maison de retraite                                                      | Toulouse                    | avenue Jean Rieux, 31200 Toulouse                                                  | à géolocaliser                   |                                                                      |            |                                                                                                  | Image manquante Téléverser |
| Chapelle                                                                         | Toulouse                    | place Saint-Sernin, 31200 Toulouse                                                 | à géolocaliser                   |                                                                      |            |                                                                                                  | Image manquante Téléverser |
| Chapelle                                                                         | Toulouse                    | rue Furgole, 31200 Toulouse                                                        | à géolocaliser                   |                                                                      |            |                                                                                                  | Image manquante Téléverser |
| Chapelle Saint-Antonin du Salin                                                  | Toulouse                    | rue Pharaon, 31200 Toulouse                                                        | à géolocaliser                   |                                                                      |            |                                                                                                  | Image manquante Téléverser |
| Chapelle de la Visitation                                                        | Toulouse                    | rue de la Dalbade, 31200 Toulouse                                                  | à géolocaliser                   |                                                                      |            |                                                                                                  | Image manquante Téléverser |
| Chapelle de Valcabrère                                                           | Valcabrère                  |                                                                                    | 43° 01′ 58″ nord, 0° 35′ 01″ est |                                                                      |            |                                                                                                  | Chapelle de Valcabrère |
| Chapelle Notre-Dame du sanctuaire marial du Bout-du-Puy de Valentine             | Valentine                   |                                                                                    | 43° 05′ 17″ nord, 0° 42′ 59″ est |                                                                      |            |                                                                                                  | Image manquante Téléverser |
| Chapelle Saint-Roch de Valentine                                                 | Valentine                   |                                                                                    | à géolocaliser                   |                                                                      |            |                                                                                                  | Chapelle Saint-Roch de Valentine |
| Chapelle Saint-Martin de Vaudreuille                                             | Vaudreuille                 |                                                                                    | 43° 25′ 23″ nord, 1° 58′ 53″ est | « PA31000006 »                                                       | Inscrit MH | 1996                                                                                             | Image manquante Téléverser |

- Chapelle des Carmélites de Toulouse
- Chapelle Notre-Dame de Rieux
- Chapelle Notre-Dame-de-Beldou de Saint-Jory
- Chapelle Notre-Dame-de-Nazareth de Toulouse
- Chapelle Saint-Jean-Baptiste (Toulouse)
- Chapelle Saint-Roch-du-Férétra de Toulouse